# Sha-Karl
Sha-Karl ist ein Berliner Battle-Rapper und Besitzer das Rap-Labels Big Bud. 

## Werdegang
Seine Produktionen sind meist gemeinsame Arbeiten mit seinen Untergrundkollegen Plaetter Pi, Vokalmatador, Rhymin Simon, Reason und früher auch Smoke. Er hat auch zahlreiche Features bei diversen Tracks anderer Berliner Untergrundkünstler.
Bekannt ist er besonders für das Tape „Dissen is M8“. Hier disst er jegliche Art von Rap aus Hamburg, aber auch die Berliner Crew Beatfabrik.

## Diskografie
- 2001: Big Bud Tape 1 (Tape)
- 2001: Dissen is M8 (Tape)
- 2002: Big Bud Sampler Wilder Westen (CD)
- 2002: Karliber 37,5 (Tape)
- 2004: Big Bud Bonzen (CD)
- 2005: Dis wars (CD)
- 2007: Untergrund Chartshow (CD)
- 2015: Alles ist die Säcke (mit Die Säcke) (CD, Download)